# Choiseul (Haute-Marne)
Choiseul település Franciaországban, Haute-Marne megyében. Lakosainak száma 78 fő (2022. január 1.). Choiseul Merrey, Val-de-Meuse, Bassoncourt és Breuvannes-en-Bassigny községekkel határos.

## Népesség
A település népességének változása:
| Lakosok száma | 155  | 123  | 101  | 81   | 87   | 80   | 78   | 78   | 78   | 78   |
|               | 1968 | 1982 | 1990 | 2006 | 2013 | 2015 | 2017 | 2019 | 2020 | 2022 |